# گوبیکو
گوبیکو (به لاتین: Gubeikou) یک شهرک در جمهوری خلق چین است که در مییان واقع شده‌است. گوبیکو ۸۴٫۷۱ کیلومتر مربع مساحت و ۸٬۲۸۶ نفر جمعیت دارد و ۲۱۶ متر بالاتر از سطح دریا واقع شده‌است.